# Clairton
Clairton es una ciudad ubicada en el condado de Allegheny en el estado estadounidense de Pensilvania. En el año 2000 tenía una población de 8491 habitantes y una densidad poblacional de 1187.8 personas por km².

## Geografía
Clairton se encuentra ubicada en las coordenadas 40°17′47″N 79°53′14″O / 40.29639, -79.88722.

## Demografía
Según la Oficina del Censo en 2000 los ingresos medios por hogar en la localidad eran de $25 596 y los ingresos medios por familia eran $31 539. Los hombres tenían unos ingresos medios de $29 399 frente a los $21 743 para las mujeres. La renta per cápita para la localidad era de $14 608. Alrededor del 19.5% de la población estaba por debajo del umbral de pobreza.